# Glasgow Championships
Die Glasgow Championships sind offene internationale Meisterschaften im Badminton in Schottland. Sie waren bis in die 1980er Jahre eines der bedeutendsten internationalen Badmintonturniere in Schottland. Erstmals fanden sie in den 1949 statt. Mit der Ausbreitung des Badmintonsports über alle Kontinente verloren die Titelkämpfe in den 1990er Jahren an internationaler Bedeutung.

## Sieger
| Saison    | Herreneinzel      | Dameneinzel       | Herrendoppel                             | Damendoppel                       | Mixed                              |
| --------- | ----------------- | ----------------- | ---------------------------------------- | --------------------------------- | ---------------------------------- |
| 1949/1950 | Alastair Russell  | keine Daten       | keine Daten                              | keine Daten                       | keine Daten                        |
| 1950/1951 | Alastair Russell  | keine Daten       | keine Daten                              | keine Daten                       | keine Daten                        |
| 1951/1952 | Alastair Russell  | keine Daten       | keine Daten                              | keine Daten                       | keine Daten                        |
| 1952/1953 | Alastair Russell  | keine Daten       | keine Daten                              | keine Daten                       | keine Daten                        |
| 1953/1954 | Alistair McIntyre | keine Daten       | W. Ross J. Stevenson                     | keine Daten                       | keine Daten                        |
| 1954/1955 | Alastair Russell  | keine Daten       | A. C. Fletcher Alastair Russell          | keine Daten                       | keine Daten                        |
| 1955/1956 | Alastair Russell  | keine Daten       | Frank Shannon Donald Ross                | keine Daten                       | A. A. S. Morgan Maggie McIntosh    |
| 1956/1957 | Robert McCoig     | keine Daten       | Tony Horden Donald Ross                  | keine Daten                       | Alastair Russell                   |
| 1957/1958 | Frank Shannon     | keine Daten       | W. Ross Frank Shannon                    | keine Daten                       | Donald Ross J. Cunningham          |
| 1958/1959 | Robert McCoig     | keine Daten       | Tony Horden Donald Ross                  | keine Daten                       | Tony Horden Catherine Dunglison    |
| 1959/1960 | Robert McCoig     | keine Daten       | A. A. S. Morgan S. Ross                  | keine Daten                       | Frank Shannon Elizabeth Anderson   |
| 1960/1961 | Frank Shannon     | keine Daten       | Frank Shannon Robert McCoig              | keine Daten                       | Robert McCoig Catherine Dunglison  |
| 1961/1962 |                   | keine Daten       | Mac Henderson Robert Fowlis              | keine Daten                       | Mac Henderson Catherine Dunglison  |
| 1962/1963 | John Barrie       | keine Daten       | Mac Henderson Robert Fowlis              | keine Daten                       | Mac Henderson Catherine Dunglison  |
| 1963/1964 | John Barrie       | keine Daten       | Ian Hume T. Gilchrist                    | keine Daten                       | Robert Fowlis Mary Thompson        |
| 1965/1966 | Adam Flockhart    | keine Daten       | J. A. Hamilton Jim McNeillage            | keine Daten                       | Mac Henderson Catherine Dunglison  |
| 1966/1967 | John Barrie       | keine Daten       | Ian Hume Jim McNeillage                  | keine Daten                       | Mac Henderson M. Tait              |
| 1967/1968 |                   | keine Daten       | Craig Reedie Mac Henderson               | keine Daten                       |                                    |
| 1968/1969 | Nicol McCloy      | keine Daten       | Ian Hume Jim McNeillage                  | keine Daten                       | A. E. Ewart Wilma Reid             |
| 1969/1970 | Adam Flockhart    | keine Daten       | Ian Hume Jim McNeillage                  | keine Daten                       | A. E. Ewart Wilma Reid             |
| 1970/1971 | Adam Flockhart    | keine Daten       | Ian Hume Jim McNeillage                  | keine Daten                       |                                    |
| 1971/1972 | E. S. Miller      | keine Daten       | Jim Ansari Fraser Gow                    | keine Daten                       | Fraser Gow Christine Evans         |
| 1972/1973 | Nicol McCloy      | keine Daten       | John Britton Jim Ansari                  | keine Daten                       | Jim Ansari Helen Kelly             |
| 1973/1974 |                   | keine Daten       | John Britton Jim Ansari                  | keine Daten                       | John Britton Christine Weir        |
| 1974/1975 | Nicol McCloy      | keine Daten       | John Britton Jim Ansari                  | keine Daten                       | Fraser Gow Christine Stewart       |
| 1975/1976 |                   | keine Daten       | Jim Ansari D. Ferguson                   | keine Daten                       | Robert McCoig Anne Johnstone       |
| 1976/1977 | Ronnie Conway     | keine Daten       | Jim Ansari Dan Travers                   | keine Daten                       | Jim Ansari Christine Stewart       |
| 1977/1978 | Nicol McCloy      | keine Daten       |                                          | keine Daten                       | Jim Ansari Christine Stewart       |
| 1978/1979 | Charlie Gallagher | keine Daten       | Dan Travers Gordon Hamilton              | keine Daten                       | Steve Wilson Alison Bryson         |
| 1979/1980 | Ronnie Conway     | keine Daten       | John Britton Gary Higgins                | keine Daten                       | Charlie Gallagher Linda Gardner    |
| 1980/1981 | Charlie Gallagher | keine Daten       | Gordon Hamilton David Joiner             | keine Daten                       | Billy Gilliland Christine Heatly   |
| 1981/1982 | Dan Travers       | keine Daten       | Dan Travers Billy Gilliland              | keine Daten                       |                                    |
| 1982/1983 | Iain Pringle      | keine Daten       | David Shaylor Alex White                 | keine Daten                       | Alex White Linda Gardner           |
| 1983/1984 | Charlie Gallagher | keine Daten       | Iain Pringle Brian Stewart               | keine Daten                       | Gordon Hamilton Christine Heatly   |
| 1984/1985 | Kenny Middlemiss  | keine Daten       | Iain Pringle Brian Stewart               | keine Daten                       | Kenny Middlemiss Jennifer Allen    |
| 1985/1986 | Alex White        | keine Daten       | Pierre Pelupessy Bas von Barnau Sijthoff | keine Daten                       | Rob Ridder Erica van Dijck         |
| 1986/1987 | Alex White        | keine Daten       | Iain Pringle Alex White                  | keine Daten                       | David Shaylor L. Baker             |
| 1987/1988 | Alex White        | keine Daten       | Iain Pringle Alex White                  | keine Daten                       | Iain Pringle Christine Heatly      |
| 1988/1989 | Kenny Middlemiss  | Anne Gibson       | Iain Pringle Alex White                  | Elinor Allen Jennifer Allen       | Kenny Middlemiss Elinor Allen      |
| 1989/1990 | Kevin Scott       | Jennifer Allen    | Russell Hogg Alan McMillan               | Elinor Allen Jennifer Allen       | Dan Travers Aileen Nairn           |
| 1990/1991 | Chris Bruil       | Anne Gibson       | Dan Travers Alex White                   | Christine Heatly Alison Gordon    | Alex White Elinor Allen            |
| 1991/1992 | Kevin Scott       | Aileen Nairn      | Alastair Gatt Gordon Hamilton            | Elinor Allen Jennifer Allen       | Alastair Gatt Alison Gordon        |
| 1992/1993 | Kenny Middlemiss  | Jennifer Allen    | Iain Pringle David Gilmour               | Elinor Allen Jennifer Allen       | Sandy Paisley Christine Black      |
| 1993/1994 | Michael Watt      | Gillian Martin    | Iain Pringle David Gilmour               | Elinor Allen Jennifer Allen       | Russell Hogg Christine Black       |
| 1994/1995 | Craig Robertson   | Aileen Travers    | Alastair Gatt Sandy Paisley              | Alexis Blanchflower Sandra Watt   | Russell Hogg Aileen Travers        |
| 1995/1996 | Kenny Middlemiss  | Elinor Allen      | Kenny Middlemiss Russell Hogg            | Christine Black Jillian Haldane   | Paul Hume Alexis Blanchflower      |
| 1996/1997 | Craig Robertson   | Sonia McGinn      | Craig Robertson Alastair Gatt            | Elinor Middlemiss Jillian Haldane | Paul Hume Alexis Blanchflower      |
| 1997/1998 | Craig Robertson   | Kelly Morgan      | Craig Robertson Alastair Gatt            | Kirsteen McEwan Pam Whiteford     | Chris Rees Kelly Morgan            |
| 1998/1999 | David R. Forbes   | Kirsteen McEwan   | Paul Hume Steven Clark                   | Kirsteen McEwan Pam Whiteford     | Alastair Gatt Kirsteen McEwan      |
| 1999/2000 | Craig Robertson   | Fiona Sneddon     | Craig Robertson Alastair Gatt            | Alexis Blanchflower Fiona Sneddon | Mark MacKay Carol Tedman           |
| 2000/2001 | Craig Lamb        | Fiona Sneddon     | Craig Robertson Alastair Gatt            | Alexis Blanchflower Carol Tedman  | Kenny Middlemiss Elinor Middlemiss |
| 2001/2002 | Kenny Middlemiss  | Sarah Renton      | Kenny Middlemiss Bruce Flockhart         | Lindsay Reid Carol Tedman         | Steven Thomson Carolyn Young       |
| 2002/2003 | Bruce Flockhart   | Lindsay Reid      | Kenny Middlemiss Bruce Flockhart         | Helen Blair Carol Tedman          | Mark MacKay Carol Tedman           |
| 2003/2004 | David R. Forbes   | Helen Blair       | Craig Lamb Mark MacKay                   | Helen Blair Carolyn Young         | Mark MacKay Helen Blair            |
| 2004/2005 | Craig Goddard     | Kathryn Graham    | Craig Robertson David Gilmour            | Kathryn Graham Michelle Wan       | David T. Forbes Vicky Holmes       |
| 2005/2006 | Gordon Thomson    | Helen Blair       | Craig Robertson David Gilmour            | Helen Blair Michelle Wan          | Mark MacKay Helen Blair            |
| 2006/2007 | Gordon Thomson    | Jaclyn Gilliland  | David T. Forbes Stewart Kerr             | Helen Blair Jaclyn Gilliland      | Colin Hill Hayley Donnelly         |
| 2007/2008 | Kieran Merrilees  | Jaclyn Gilliland  | David T. Forbes Stewart Kerr             | Lisa McMullen Roya Arabshahi      | Mark MacKay Helen Blair            |
| 2008/2009 | Stephen McPhail   | Fiona Sneddon     | Craig Robertson David Gilmour            | Lindsay Campbell Victoria Wan     | Jamie Neill Fiona Sneddon          |
| 2009/2010 | Gordon Hoggan     | Kirsten Geals     | Peter Hockey Duncan Leith                | Lindsay Campbell Victoria Wan     | Keith Turnbull Kirsten Geals       |
| 2010/2011 | Stuart Gilliland  | Jaclyn Gilliland  | Jamie Neill Keith Turnbull               | Lindsay Campbell Victoria Wan     | David T. Forbes Kaity Hall         |
| 2011/2012 | Gordon Hoggan     | Rebekka Findlay   | Colin Hill Stewart Kerr                  | Hannah Laing Megan Richardson     | Peter Hockey Lindsay Campbell      |
| 2012/2013 | Gordon Hoggan     | Caitlin Pringle   | David T. Forbes Andrew Gilliland         | Caitlin Pringle Victoria Wan      | Danny Leinster Emma Cook           |
| 2013/2014 | Josh Neil         | Holly Newall      | Patrick McHugh Gordon Thomson            | Lindsay Campbell Victoria Wan     | Peter Hockey Lindsay Campbell      |
| 2014/2015 | Ben Torrance      | Julie MacPherson  | Jamie Neill Keith Turnbull               | Kirsty Flockhart Fiona Sneddon    | Jamie Neill Heather MacPherson     |
| 2015/2016 | Josh Neil         | Holly Newall      | Alexander Dunn Adam Hall                 | Rebekka Findlay Caitlin Pringle   | Adam Hall Julie MacPherson         |
| 2016/2017 | Alexander Dunn    | Eleanor O’Donnell | Jamie Neill Keith Turnbull               | Kirsten Geals Victoria Wan        | Adam Hall Eleanor O’Donnell        |
| 2017/2018 | Alexander Dunn    | Holly Newall      | Christopher Grimley Matthew Grimley      | Kirsten Berry Holly Newall        | Christopher Grimley Ciara Torrance |
| 2018/2019 | Matthew Carder    | Rachel Sugden     | Mathew Carder Steven Stewart             | Rachel Andrew Rachel Cameron      | Steven Stewart Rebekka Findlay     |
| 2019/2020 | Ciar Pringle      | Rachel Sugden     | Jack MacGregor Ciar Pringle              | Renne Ong Caitlin Pringle         | Jack MacGregor Caitlin Pringle     |
| 2020/2021 | Callum Smith      | Lauren Middleton  | Jack MacGregor Adam Pringle              | Caitlin Pringle Sarah Sidebottom  | Adam Pringle Rachel Andrew         |
| 2021/2022 | nicht ausgetragen | nicht ausgetragen | nicht ausgetragen                        | nicht ausgetragen                 | nicht ausgetragen                  |
| 2022/2023 | Michael McGuire   | Abbie Brooks      | Jack MacGregor Adam Pringle              | Jodie Harris Sarah Sidebottom     | Jack MacGregor Sarah Sidebottom    |
| 2023/2024 | Matthew Waring    | Iona Muir         | Robert Dunn Danny Robson                 | Katrina Chan Ishbel McCallister   | Mark MacKay Shona MacKay           |
| 2024/2025 | James Robertson   | Katrina Chan      | Robert Dunn Evan Kenny                   | Katrina Chan Brooke Stalker       | Evan Kenny Katrina Chan            |
| 2025/2026 | Ciar Pringle      | Katrina Chan      | Callum Crangle MJosh Taylor              | Holly Newall Antonia Woods        | Evan Kenny Antonia Woods           |